# 1258年
| 千纪： | 2千纪 |
| 世纪： | 12世纪 \| 13世纪 \| 14世纪                                                                                 |
| 年代： | 1220年代 \| 1230年代 \| 1240年代 \| 1250年代 \| 1260年代 \| 1270年代 \| 1280年代                           |
| 年份： | 1253年 \| 1254年 \| 1255年 \| 1256年 \| 1257年 \| 1258年 \| 1259年 \| 1260年 \| 1261年 \| 1262年 \| 1263年 |
| 纪年： | 戊午年（马年）；南宋宝祐六年；蒙古宪宗八年；越南元豐五年，紹隆元年；日本正嘉二年                           |

## 大事记
- 中国
  - 第一次蒙越戰爭因蒙古軍隊糧盡撤兵而結束，越南陳朝願意向蒙古入貢，黎輔陳與周博覽奉使到蒙古帝國，訂下協議越南每三年向蒙古(元朝)進貢一次。
  - 二月，蒙古宪宗蒙哥親征南宋，命宗王塔察兒率東路軍攻荊山（今安徽省懷遠西南淮河北岸）
  - 十一月，塔察兒攻宋無功，蒙哥改命忽必烈率蒙古東路軍進攻鄂州，發動鄂州之戰。
- 高麗
  - 金俊同林衍、柳璥、崔溫等人，以三別抄軍為主力發動兵變，殺死崔竩，崔氏政權覆滅，金俊成為高麗武人政權的新執政者。
- 阿拉伯帝国
  - 1月29日至2月10日——巴格達之戰，阿拉伯帝国阿拔斯王朝被伊兒汗國可汗旭烈兀灭亡。
  - 9月，伊兒汗國可汗旭烈兀大軍進軍敘利亞阿尤布王朝。
- 歐洲
  - 威爾士公國成立。

## 逝世
- 崔竩，崔氏政权第四任独裁者，崔沆的庶子。
- 穆斯台綏木，最後一位在巴格達的阿拔斯帝國哈里發。